# Forsyth (Géorgie)
Pour les articles homonymes, voir Forsyth.
La ville américaine de Forsyth est le siège du comté de Monroe, dans l’État de Géorgie. Lors du recensement de 2000, sa population s’élevait à 3 776 habitants.

## Démographie
| 1880  | 1890 | 1900  | 1910  | 1920  | 1930  |
| ----- | ---- | ----- | ----- | ----- | ----- |
| 1 105 | 920  | 1 172 | 2 203 | 2 241 | 2 277 |

| 1940  | 1950  | 1960  | 1970  | 1980  | 1990  |
| ----- | ----- | ----- | ----- | ----- | ----- |
| 2 372 | 3 125 | 3 697 | 3 736 | 4 624 | 4 268 |

| 2000  | 2010  | - | - | - | - |
| ----- | ----- | - | - | - | - |
| 3 776 | 3 788 | - | - | - | - |

## Source
- (en) Cet article est partiellement ou en totalité issu de l’article de Wikipédia en anglais intitulé « Forsyth, Georgia » (voir la liste des auteurs).